# (466523) 2014 QC409
(466523) 2014 QC409 es un asteroide perteneciente al cinturón de asteroides, descubierto el 21 de diciembre de 2006 por el equipo Spacewatch desde el Observatorio Nacional de Kitt Peak (Arizona, Estados Unidos).